# Андски вълк
Андският вълк е мистериозен вид вълк живеещ в Андите. Местното население разказва за огромно и масивно животно, бродещо из Андите. Хората разказват, че Андският вълк е единак и не са го виждали на групи (глутници).

## Откриване
През 1927 Лоренц Хагенбек получава информация за особен вид вълк от човек в Буенос Айрес. Той му дава и една кожа, която открил в Андите. По-късно в Германия, през 1940, д-р Инго Круминбел я проучва и установява, че е на нов вид от високите Анди, който още не е проучен от биологията. През 1947 е открит и череп с 31 cm дължина.